# Картола
Картола (Ангенор де Оливейра; 11 октября 1908, Рио-де-Жанейро, Бразилия — 30 ноября 1980, Рио-де-Жанейро, Бразилия) — бразильский певец, композитор и поэт. Считается главной фигурой в развитии самбы. 

Написал более 500 песен.

## Биография
Первый ребенок из восьми детей Себастио Жоаким де Оливейра и Аида Гомес де Оливейра, Ангенор родился в районе Катэт Рио-де-Жанейро.
Первая популярность приходит 1930-е годы, в это время записываются первые композиции в стиле самба.
Позже, в 1940-х годах, Картола исчез со сцены. Мало что известно о том времени, когда он отошёл от дел и впал в депрессию после смерти своей жены Деолинды; в то время даже ходили слухи о его смерти.
Картола был обнаружен журналистом Серджио Порту, когда тот работал мойщиком машин в 1956 году.
Порту способствовал возвращению Картола на радио. Настоящий успех Картола начался в конце 1960-х годов и в начале 1970-х годов, когда он записал классические композиции в стиле самба, «O Sol Nascerá», «O Mundo é Um Moinho», «Corra e Olhe o Céu», «Quem me vê Sorrindo» и «Senhora Tentação». Он выпустил свою первую запись только в возрасте 66 лет, в 1974 году, испытывал финансовые трудности, до конца своих дней в возрасте 72. В 1976 году записывает  композицию «Preciso me Encontrar».

## Дискография

Cartola, 1970.

### Альбомы
- 1974 — Cartola
- 1976 — Cartola II
- 1977 — Verde Que Te Quero Rosa
- 1978 — Cartola 70 Anos
- 1982 — Cartola - Ao Vivo
- 1982 — Cartola - Documento Inédito

### Трибьюты
- 1984 — «Cartola, Entre Amigos» — Various
- 1987 — «Cartola — 80 Anos» — Leny Andrade
- 1988 — «Cartola — Bate outra vez…» — Various
- 1995 — «Claudia Telles Interpreta Nelson Cavaquinho e Cartola» — Claudia Telles
- 1998 — «Sambas de Cartola» — Grupo Arranco
- 1998 — «Só Cartola» — Élton Medeiros and Nelson Sargento
- 1998 — «Cartola — 90 Anos» — Élton Medeiros and Márcia
- 2002 — «Cartola» — Ney Matogrosso
- 2003 — «Beth Carvalho canta Cartola» — Beth Carvalho
- 2008 — «Viva Cartola! 100 Anos» — Various